# Fou rire prodromique
Fou rire prodromique (w dosłownym tłumaczeniu prodrom szalonego śmiechu)– rzadki objaw neurologiczny: wybuch niekontrolowanego śmiechu, poprzedzający wystąpienie ostrego deficytu neurologicznego. 
Termin „fou rire prodromique” wprowadził do medycyny francuski neurolog Charles Féré w 1903 roku. Objaw jest niezwykle rzadki; Coelho i Ferro w przeglądzie literatury w 2003 roku zreferowali 18 opisanych przypadków. Najczęstszą przyczyną był zawał mostu. Do innych możliwych przyczyn należy udar prawego jądra soczewkowatego i torebki wewnętrznej lub lewego jądra soczewkowatego, wyspy, torebki wewnętrznej, wzgórza albo skorupy, gruźliczak mostu. Napad śmiechu trwa od kilku sekund do kilku godzin, moment wypadnięcia czynności neurologicznych poprzedza różnej długości przerwa: od milisekund do miesięcy.